# Cicurina idahoana
Cicurina idahoana är en spindelart som beskrevs av Chamberlin 1919. Cicurina idahoana ingår i släktet Cicurina och familjen kardarspindlar. Inga underarter finns listade i Catalogue of Life.